# Heinrich Matz
Heinrich Matz, genannt Hein (* 9. Oktober 1908 in Neuscheidt/Saar; † 23. April 1945 im KZ Neuengamme), war ein deutscher kommunistischer Widerstandskämpfer gegen den Nationalsozialismus und NS-Opfer.

## Leben
Matz entstammte einer Arbeiterfamilie in einer saarländischen Gemeinde, die heute zum Stadtteil Schafbrücke von Saarbrücken gehört. Nach dem Besuch der Volksschule erlernte er den Beruf des Heizungsmonteurs. Er ging nach Hamburg und trat dort in die Kommunistische Partei Deutschlands (KPD) ein. Nach der Machtübertragung an die NSDAP 1933 bildete er mit Bruno Endrejat, Kurt Schill, dessen Frau Hilde Schill, William Dabelstein und anderen eine so genannte „Fünfergruppe“, in der sie Aufklärungsaktionen in den Wohngebieten rund um den Hamburger Großneumarkt starteten. Dafür benutzten sie ein kleines Vervielfältigungsgerät, mit dem sie für bestimmte Anlässe Flugblätter herstellten – so auch zur bevorstehenden Hinrichtung des Arbeiterführers der KPD Etkar André. Außerdem sammelten sie Geld zur Unterstützung für verfolgte Freunde und Genossen.
Hein Matz gehörte nach Beginn des Zweiten Weltkrieges zur Widerstandsgruppe „Bästlein-Jacob-Abshagen“, die sich besonders für die ausländischen Zwangsarbeiter in Rüstungsbetrieben eingesetzt hat. Als diese und andere NS-feindliche Aktivitäten aufgedeckt wurden, wurde Matz von der Gestapo verhaftet und von einem Gericht als „Volksschädling“ angeklagt. Er wurde in das KZ Neuengamme deportiert und dort mit anderen ohne gerichtliches Todesurteil gehenkt.

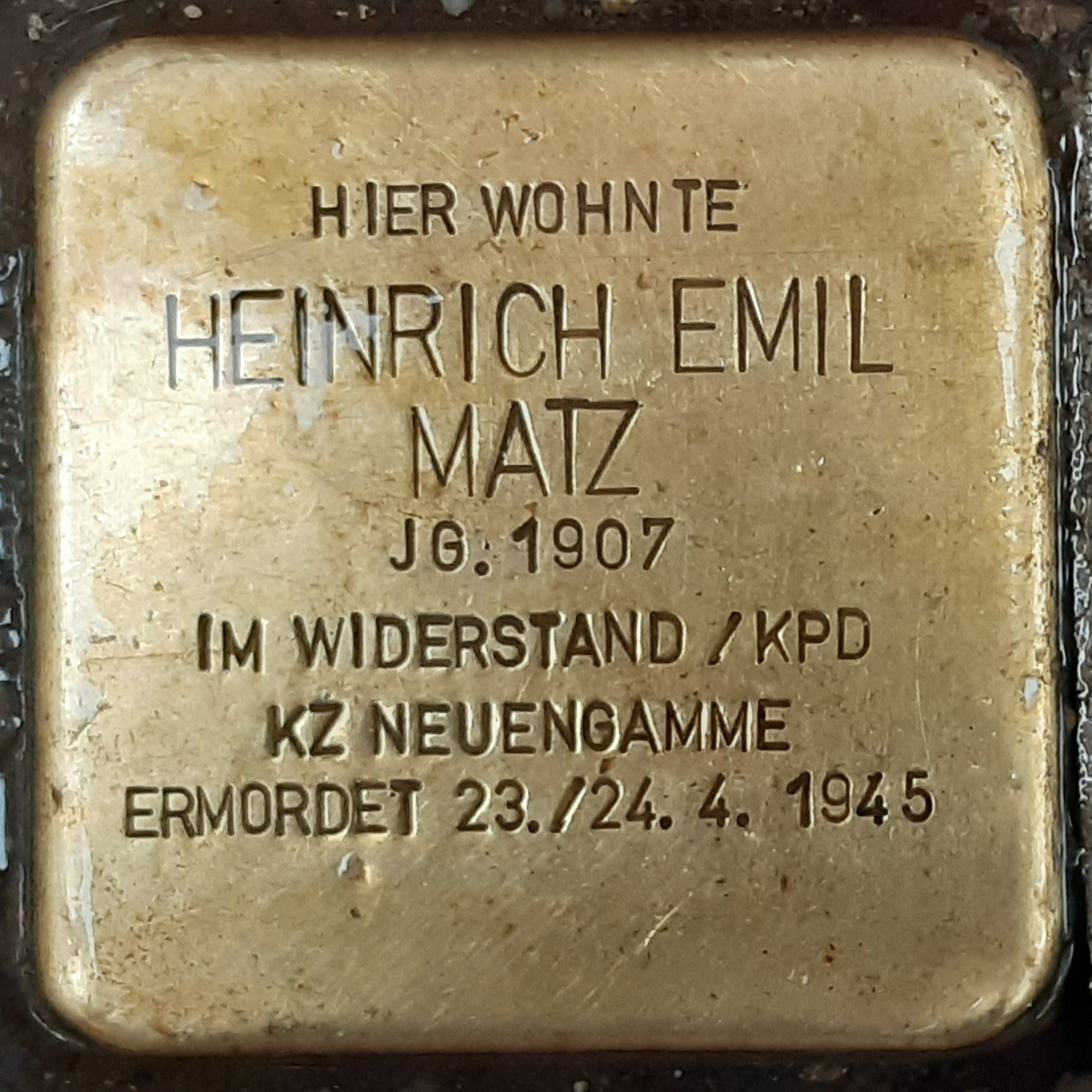
Stolperstein Bartelsstraße 53

In Hamburg erinnert seit 2023 ein Stolperstein vor seiner Wohnadresse Bartelsstraße 53 in Hamburg-Sternschanze an Matz.